# Albina -Assorted Kudwaf Songs-
『Albina -Assorted Kudwaf Songs-』（アルビナ アソーテッド クドワフ ソングス）は、KeyのアダルトPCゲーム『クドわふたー』のアレンジアルバム。2010年12月29日にKey Sounds Labelからコミックマーケット限定にてリリースされた。発売元はビジュアルアーツ。

## 概要
クドわふたーの初回限定版に付属している「クドわふたー Original SoundTrack」（以降SoundTrack）収録曲をアレンジ、ヴォーカル化した楽曲が収録されている。なお、アレンジのされる曲は、Web上でユーザーの投票によって選考された。
コミックマーケット79のVisual Art'sブースで販売されたKeyセットに付属した。全10曲ある内4曲がSoundtrack収録BGMのヴォーカルアレンジとなっている。また、音源はすべて生演奏で収録されている
ジャケットイラストはクドリャフカと架夜のツーショット。また、原典となるリトルバスターズ!も含め、クドリャフカが大人になった姿をはっきりと描いたイラストは初となる（クドわふたーエピローグでも後姿のみ）。
初出の1年後となる2011年12月29日に一般発売される。こちらはジャケットイラストや基本収録曲は同じだが、曲順の変更や追加楽曲が存在している。

## コミックマーケット版収録曲
1. Overture [2:01]
作曲：清水準一
このアルバムオリジナル曲。SoundTrackには収録されていない。
2. one's word [5:27]
作詞：魁、編曲：清水準一、歌：鈴田美夜子
クドわふたーオープニング曲「one's future」のアレンジ曲。
3. アルビナ [5:07]
作詞：魁、編曲：清水準一、歌：Duca
SoundTrack収録曲「Trampoline Girl」をアレンジ、ヴォーカル化した曲。
4. 裏山小径 [3:38]
編曲：清水準一
SoundTrack収録曲「At the Mountain Behind」をアレンジした曲。
5. 星降る丘 [6:56]
編曲：清水準一
SoundTrack収録曲「星守歌」をアレンジした曲。
6. August Wind [4:41]
編曲：清水準一
SoundTrack収録曲「August Green」をアレンジした曲。
7. Sunday Morning Sunlight [3:36]
編曲：清水準一
SoundTrack収録曲「Sunday Morning Dance」をアレンジした曲。
8. 鶏肉の歌 [5:36]
作詞：魁、編曲：清水準一、歌：あさり☆
SoundTrack収録曲「grief」をアレンジ、ヴォーカル化した曲。
9. Fragment [5:45]
作詞：魁、編曲：清水準一、歌：鈴田美夜子
SoundTrack収録曲「Adagio for Summer Wind」をアレンジ、ヴォーカル化した曲。
10. Hoshizora [23:16]
編曲：清水準一
クドわふたーをクリアした後にメニュー画面で流れるhoshizora（「星屑」のアレンジ）をベースとした曲。
実際のアレンジ部分が始まりから5分45秒程度、そのあと無音が続き最後の5分35秒に隠しトラックとしてSoundTrackと同じ霜月はるかが歌う星屑が収録されている。こちらには新たに収録しなおした音源が使われている。

## 一般発売版収録曲
1. Overture [2:01]
2. one's word [5:27]
3. アルビナ [5:07]
4. Fragment [5:45]
5. 裏山小径 [3:38]
6. 星降る丘 [6:56]
7. August Wind [4:41]
8. Sunday Morning Sunlight [3:36]
9. 鶏肉の歌 [5:36]
10. Hoshizora [6:16]
コミックマーケット版と異なり、隠しトラックなしで単曲の長さになっている。
11. 星屑 [5:32]
作詞：城桐央、編曲：清水準一、歌：霜月はるか
コミックマーケット版で隠しトラックとなっていた再録音源を正式トラックとして収録したもの。
12. Fragment kud.ver [5:45]
作詞：魁、編曲：清水準一、歌：能美クドリャフカ（鈴田美夜子）
一般発売版にのみ収録される完全新規録りおろし楽曲。コミックマーケット版から収録されていた「Fragment」を、鈴田ではなくクドリャフカとして歌いなおしたもの。